# Salzenteichs Heide
Salzenteichs Heide ist ein Naturschutzgebiet mit einer Größe von 75,49 ha, das zum knapp überwiegenden Teil (ca. 40,68 ha) auf dem Gebiet der Stadt Borgholzhausen und zum anderen Teil auf dem der Stadt Versmold liegt. Beide Städte gehören zum Kreis Gütersloh, das Gebiet wird mit der Nummer GT-025 geführt.
Es wurde zur Erhaltung der ostmünsterländischen Parklandschaft mit Lebensgemeinschaften und -stätten wildlebender Pflanzen- und Tierarten, insbesondere von seltenen und zum Teil gefährdeten Pflanzengesellschaften der feuchten Grünlandbereiche sowie Hecken, Feldgehölzen, einem Bachabschnitt und Kleingewässern ausgewiesen.
Der Name leitet sich historisch von der ursprünglichen Nutzung des Gebietes ab. Schon Mitte des 15. Jahrhunderts wurde hier Salz aus Solequellen gewonnen, indem deren Wasser in Flachteiche geleitet und dort verdunstet wurde. Der entstandene Sud wurde in Salzpfannen weiter verdampft.
Heute findet man im Gebiet viele Kleingewässer, die aus Tongruben entstanden, der ab dem 18. Jahrhundert zur Herstellung von Ziegeln verwendet wurde.